# دولچه پانتس
دولچه پانتس (به پرتغالی: Dulce Pontes)با نام اصلیدولچه ژوزه سیلوا پانتس (به پرتغالی: Dulce José Silva Pontes) (زاده ۸ آوریل ۱۹۶۹) خواننده پرتغالی است.
او نماینده پرتغال در مسابقه آواز یوروویژن ۱۹۹۱ بود.